# Adictos al amor
Adictos al amor (en inglés Addicted to Love) es una película de comedia romántica de 1997, dirigida por Griffin Dunne y protagonizada por Meg Ryan y Matthew Broderick. El título original de la película fue tomado de la canción "Addicted to Love" de Robert Palmer.

## Argumento
Dos pares de amantes protagonizan una comedia de errores ambientada en Nueva York, en la cual Maggie (Ryan) y el astrónomo Sam (Broderick), se asocian y obsesivamente intentan varios trucos sucios y poco éticos para deshacer la relación entre sus respectivas exparejas, Antoine (Tchéky Karyo) y Linda (Preston), cuando estos se enamoran. Sam simplemente desea volver con su exnovia, Maggie quiere vengarse de su ex prometido.

## Reparto
- Meg Ryan como Maggie
- Matthew Broderick como Sam
- Kelly Preston como Linda
- Tchéky Karyo como Anton
- Maureen Stapleton como Nana
- Remak Ramsay como el Profesor Wells
- Lee Wilkof como Carl
- Dominick Dunne como Matheson
- Larry Pine como cómico callejero
- Bill Timoney como cliente del restaurante
- Daniel Dae Kim como estudiante

## Rodaje
Mientras que la mayoría de la filmación se llevó a cabo en donde se supone que es ambientada, en el área Greenwich Village de Nueva York, algunas partes fueron realizadas en Centreville (Delaware) y Swarthmore (Pennsylvania). El rodaje fue realizado entre el 12 de septiembre y el 25 de noviembre de 1996.

## Lanzamiento
Adictos al amor es el debut como director del actor Griffin Dunne, fue lanzada el 23 de mayo.

## Recepción
Los anuncios advertían al público que sería una comedia más negra que las que se suelen asociar con Ryan y Broderick, utilizando los lemas "El amor es dulce. La venganza lo es más" y "Una comedia acerca de dos personas que se obsesionan con ajustar cuentas". Sin embargo, la película solo consiguió recaudar 34 673 095 dólares en la taquilla.